# Carlos Floriano
Carlos Javier Floriano Corrales (Cáceres, 12 de febrero de 1967- ) es un político español del Partido Popular, senador por Cáceres. Hasta junio de 2015 fue vicesecretario de Organización y electoral del Partido Popular.

## Biografía
Nacido y criado en Cáceres, se licenció en Derecho por la Universidad de Extremadura en 1989. Becado en Reino Unido, accedió posteriormente a una beca de trabajo en la Comisión de Codificación, en Madrid.
En 1999 presentó su tesis doctoral "La responsabilidad civil del médico: Un análisis económico y jurídico", obteniendo la calificación de Sobresaliente "Cum laude"  convirtiéndose en doctor en Derecho y obtuvo por oposición, la plaza de Profesor Titular de Economía Aplicada del Departamento de Economía Aplicada y Organización de Empresas de la Universidad de Extremadura. Previamente había publicado el manual "Economía y Derecho: Una aproximación al análisis económico del Derecho". Floriano está casado y es padre de dos hijas.

## Trayectoria política
Fue presidente de NNGG (1990-1995) y vicesecretario regional del Partido Popular de Extremadura (1993-1996). Fue elegido diputado en la Asamblea de Extremadura en 1995 donde desempeñó las funciones de secretario general y portavoz en el Grupo Parlamentario Popular.
Desde 1996 al año 2000 fue secretario regional del Partido Popular, pasando ese año a ser presidente regional del partido en Extremadura hasta 2008. Fue candidato a la presidencia de la Junta de Extremadura en las elecciones de 2007 por la coalición Partido Popular-Extremadura Unida, ganadas por la coalición PSOE-Regionalistas.
Fue senador por designación de la Asamblea de Extremadura y Viceportavoz de la Comisión General de las CCAA en el Senado. También estuvo como vocal de la Comisión de Suplicatorios en la Cámara Alta. 
En las elecciones del 9 de marzo de 2008 encabezó las listas del PP al Congreso de los Diputados por la provincia de Cáceres, siendo sustituido por José Antonio Monago en la presidencia del PP extremeño. Fue portavoz de Medio ambiente del Grupo Parlamentario Popular en el Congreso y miembro de las comisiones de Presupuestos y Cambio Climático de la misma Cámara. En el XVI Congreso Nacional Popular celebrado en Valencia fue elegido miembro del Comité Ejecutivo del Partido Popular y, poco después, nombrado secretario nacional de Comunicación a propuesta del presidente del Partido Popular Mariano Rajoy.
Volvió a encabezar la lista del Partido Popular al Congreso de los Diputados por la Circunscripción de Cáceres en las elecciones de 20 de noviembre de 2011, obteniendo el mejor resultado de su partido en la Circunscripción. Fue elegido vicepresidente de la Comisión de Justicia del Congreso y miembro de las Comisiones de Economía y Presupuestos. En febrero de 2012, en el XVII Congreso Nacional Popular celebrado en Sevilla fue nombrado vicesecretario general de Organización y Electoral. En 2014, de cara a las elecciones europeas fue elegido por su partido como director de campaña. Fue el director de campaña del PP para las elecciones municipales y autonómicas  de mayo de 2015.

## Cargos desempeñados
- Presidente de Nuevas Generaciones de Extremadura (1990-1995)
- Diputado por Cáceres en la Asamblea de Extremadura (1995-2008)
- Secretario general del Grupo Popular en la Asamblea de Extremadura (1995-1996)
- Portavoz del Grupo Popular en la Asamblea de Extremadura (1996-2000)
- Presidente del PP de Extremadura (2000-2008)
- Presidente del Grupo Popular en la Asamblea de Extremadura (2000-2008)
- Senador designado por la Asamblea de Extremadura (2000-2008)
- Diputado por Cáceres en el Congreso de los Diputados (desde 2008)
- Secretario de Comunicación del PP. (2008-2012)
- Vicesecretario general de Organización y Electoral del PP (2012-2015)
- Director de campaña Partido Popular elecciones europeas (2014)
- Director de campaña Partido Popular elecciones autonómicas y municipales (2015)